# Pierre-Joseph Grangier

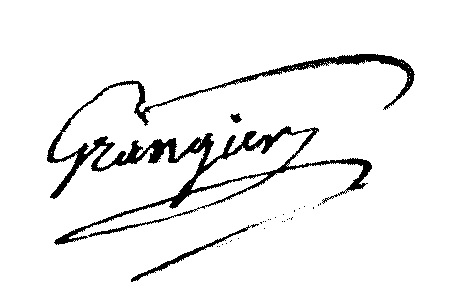
Unterschrift von Pierre Joseph Grangier

Pierre-Joseph Grangier (* 12. März 1758 in Sancerre, Département Cher; † 25. Juni 1821 in Bourges, Département Cher) war ein französischer Jurist und Politiker.

## Leben
Pierre-Joseph Grangier war ein Sohn von Étienne-Antoine Grangier, einem Staatsanwalt in der Grafschaft Sancerre, und der Anne-Suzanne Simon. Er studierte an der Universität Paris die Rechtswissenschaft und war nach der Beendigung seiner universitären Ausbildung in Sancerre zuerst Advokat und dann Unterbeamter an der Intendanz von Berry. Beim Ausbruch der Französischen Revolution wurde er am 27. März 1789 von seiner Provinz zum Abgeordneten des dritten Standes bei den Generalständen gewählt. Er wurde Mitglied des Berichterstattungsausschusses und erwies sich von Anfang an als Anhänger der konservativen Partei. In der Nationalversammlung stimmte er stets mit der Minorität und unterschrieb alle deren Erklärungen, die sie gegen die der Religion und Monarchie gefährlich scheinenden Beschlüsse publizieren ließ. An jenem Tag, an dem König Ludwig XVI. die Konstitution annahm (14. September 1791), veröffentlichte er eine besondere Protestschrift, in der er die Nachteile des neuen Systems treffend erörtert und die Missstände andeutet, die sie nach seiner Ansicht für Frankreich mit sich bringen müsse. Auch riet er bei jeder Gelegenheit eine weise Sparsamkeit an und sprach sich gegen überflüssige Anstalten aus; sein letzter Antrag dieser Art war gegen die allzu zahlreichen Freischulen für den Straßen- und Brückenbau gerichtet.
Nach dem Ende der Nationalversammlung zog sich Grangier, da er nicht in die gesetzgebende Versammlung gewählt worden war, in seinen Geburtsort zurück und hielt sich von allen Geschäften entfernt, bis er 1796 zum Mitglied der Verwaltung des Départements Cher ernannt wurde. Am 11. April 1797 in den Rat der Fünfhundert gewählt, erstattete er in diesem mehrere Berichte, insbesondere über die von den Jakobinern gelegentlich der Wahlen im Département Nièvre verursachten Unruhen. Er ging mit den Fünfhundert in den gesetzgebenden Körper über, seine Wahl wurde aber am 4. September 1797 annulliert, da er sich dem neuen Umschwung der Dinge widersetzen zu müssen glaubte. Am 23. April 1802 wurde er indessen wieder in den Generalrat und 1804 in den Präfekturrat des Départements Cher gewählt.
Nach der Restauration der Bourbonen (1814), die Grangier freudig begrüßte, würdigte ihn Ludwig XVIII. wegen seiner bekannten und aufrichtigen royalistischen Gesinnung einer besonderen Aufmerksamkeit und erhob ihn durch ein Dekret vom 6. September 1814 in den Adelsstand. Der Herzog von Angoulême überreichte ihm bei seiner Durchreise durch Bourges 1815 das Kreuz der Ehrenlegion. Dagegen verlor er nach der Rückkehr Napoleons von Elba seine Stelle im Präfekturrat, die er jedoch nach der zweiten Restauration der Bourbonen sofort wiedererhielt. 1816 empfing er auf Antrag des Prinzen von Condé wegen seiner während der Französischen Revolution dem Königshaus bewiesenen treuen Dienste das Kreuz des Johanniterordens. Er starb am 25. Juni 1821 im Alter von 63 Jahren in Bourges.